# Жилинкова, Ирина Владимировна
Ирина Владимировна Жилинкова (укр. Ірина Володимирівна Жилінкова; 11 марта 1959, Харьков, Украинская ССР, СССР — 17 сентября 2012, Харьков, Украина) — советский и украинский учёный-правовед, специалист в области гражданского и семейного права. Доктор юридических наук (2001), профессор (2003) и член-корреспондент Национальной академии правовых наук Украины (2006). Работала в Национальной юридической академии Украины имени Ярослава Мудрого, где с 2001 по год 2012 год занимала должность профессора кафедры гражданского права № 1. Участвовала в создании Семейного кодекса Украины.

## Биография
Ирина Жилинкова родилась 11 марта 1959 года в Харькове. Её родители были служащими. В 1976 году окончила одну из средних школ Харькова. После окончания школы поступила на вечерний факультет Харьковского юридического института. Одновременно с этим работала секретарём-машинисткой в Харьковской областной прокуратуре. На третьем курсе Жилинкова перевелась на первый факультет вуза и прекратила работу в прокуратуре.
В 1981 году она окончила Харьковский юридический институт и после этого начала в нём работать на должности стажёра-исследователя на кафедре гражданского права. В ноябре 1983 года поступила в аспирантуру на эту же кафедру.
В 1986 году в Харьковском юридическом институте она защитила кандидатскую диссертацию по теме «Правовые гарантии укрепления семьи». Во время защиты этой работы её официальными оппонентами были профессор Я. Н. Шевченко и доцент А. М. Нечаева. В том же году она стала ассистентом на кафедре гражданского права, а спустя ещё четыре года — доцентом этой же кафедры.
В 2000 году Ирина Владимировна под научным руководством профессора Ч. Н. Азимова написала и успешно защитила в Национальной юридической академии Украины диссертацию на соискание учёной степени доктора юридических наук по теме «Проблемы правового режима имущества членов семьи» (укр. «Проблеми правового режиму майна членів родини»). Её официальными оппонентами на защите этой работы были профессора Я. Н. Шевченко, А. А. Подопригора и В. В. Луць. В следующем году ей была присвоена соответствующая учёная степень.
Ирина Владимировна скончалась 17 сентября 2012 года в Харькове.

## Память
Памяти Ирины Жилинковой был посвящён учебник «Семейное право» (укр. «Сімейне право») под редакцией В. А. Кройта и В. Ю. Евко, рекомендованный к печати Учёным советом Харьковского национального университета внутренних дел протоколом № 3 от 29 марта 2016 года.
В 2019 году в харьковском издательстве «Право» в память о И. В. Жилинковой тиражом 300 экземпляров была выпущена книга «Воспоминания о Человеке, Учёном, Учёном (к 60-летию со Дня рождения профессора Ирины Владимировны Жилинковой)» (укр. «Спогади про Людину, Вченого, Науковця (до 60-річчя від Дня народження професора Ірини Володимирівни Жилінкової)»).